# Gnémasson
Gnémasson ist ein Arrondissement im Departement Atakora in Benin. Es ist eine Verwaltungseinheit, die der Gerichtsbarkeit der Kommune Péhunco untersteht. Gemäß der Volkszählung von 2013 hatte Gnémasson 15.140 Einwohner, davon waren 7769 männlich und 7371 weiblich.